# Metilcobalamina
Metilcobalamina (mecobalamina, MeCbl ou MeB12) é uma cobalamina, uma forma de vitamina B12. É diferente da cianocobalamina no sentido em que o cianeto no cobalto é substituído por um grupo metílico.